# Eparchia bałaszowska
Eparchia bałaszowska – jedna z eparchii Rosyjskiego Kościoła Prawosławnego, z siedzibą w Bałaszowie. Należy do metropolii saratowskiej.
Erygowana przez Święty Synod Rosyjskiego Kościoła Prawosławnego 5 października 2011 poprzez wydzielenie z eparchii saratowskiej i wolskiej. Obejmuje terytorium części rejonów obwodu saratowskiego. Jej pierwszym ordynariuszem został 17 grudnia 2011 Tarazjusz (Władimirow).